# Daniel McDonnell
Daniel James McDonnell (Glendale, 15 settembre 1988) è un pallavolista statunitense, centrale dello Chaumont.

## Carriera

### Club
La carriera di Daniel McDonnell inizia nei tornei scolastici dell'Arizona, giocando nella squadra di pallavolo del Brophy College, di cui entra a far parte dopo aver fallito l'ingresso nella squadra di baseball. In seguito studia alla University of Arizona, che tuttavia non gestisce un programma di pallavolo maschile, continuando a giocare a livello universitario solo dopo il trasferimento alla UC Irvine, disputando la NCAA Division I per due anni e vincendo il titolo del 2012.
Nella stagione 2012-13 firma il suo primo contratto professionistico, ingaggiato in Finlandia dal Raision Loimu, impegnato nella Lentopallon Mestaruusliiga; nella stagione seguente approda invece in Brasile, ingaggiato nella Superliga Série A dalla Funvic. Nel campionato 2014-15 si trasferisce in Francia, prendendo parte alla Ligue A col Tours, vincendo la Supercoppa francese, la Coppa di Francia e lo scudetto. Dopo un'annata di inattività, ritorna in campo nel campionato 2016-17, sempre in Ligue A, ma difendendo questa volta i colori dello Chaumont, raggiungendo la finale di Challenge Cup e vincendo un altro scudetto.
Si trasferisce quindi nella Polska Liga Siatkówki polacca nella stagione 2017-18, firmando per il Trefl Gdańsk con cui vince la Coppa di Polonia, mentre nella stagione seguente è ancora nella massima divisione francese, questa volta col Tourcoing. Per l'annata 2019-20 avrebbe dovuto fare ritorno al Tours, ma un infortunio alla spalla lo costringe a saltare l'intero campionato, sottoponendosi a un intervento chirurgico; così rientra in campo direttamente nell'annata seguente, ingaggiato nuovamente dallo Chaumont.
Nel campionato 2021-22 si accasa nella Efeler Ligi turca, dove difende i colori dell'Arkas per un biennio, facendo quindi ritorno allo Chaumont nella stagione 2023-24.

### Nazionale
Nel 2012 fa inoltre il suo debutto in nazionale, vincendo la medaglia d'oro alla Coppa panamericana. In seguito conquista la medaglia d'oro al campionato nordamericano 2017 e poi, nel 2018, la medaglia di bronzo prima alla Volleyball Nations League e al campionato mondiale.

## Palmarès

### Club
- NCAA Division I: 1

2012
- Campionato francese: 2

2014-15, 2016-17
- Coppa di Francia: 1

2014-15
- Coppa di Polonia: 1

2017-18
- Supercoppa francese: 1

2014

### Nazionale (competizioni minori)
- Coppa panamericana 2012